# كارولين فوزنياكي
كارولين فوزنياكي (بالدنماركية: Caroline Wozniacki)‏ (ولدت في 11 يوليو 1990)، هي لاعبة تنس دنماركية. بتاريخ 11 أكتوبر 2010، أصبحت في المرتبة العالمية رقم 1 على لاعبات التنس المحترفات. وقد حصلت على اثني عشر لقب في بطولات التنس وكانت حصلت على مركز الوصيف في بطولة الولايات المتحدة المفتوحة عام 2009.
فوزنياكي هي ابنة لمهاجرين بولنديين, أبوها اسمه بيوتر فوزنياكي وامها هي آنا فوزنياكي. لعبت والدتها لصالح الفريق الوطني البولندي للكرة الطائرة للنساء. ولعب والدها كرة القدم. انتقل الزوجان إلى الدنمارك عندما وقع بيوتر عقدا مع نادي كرة القدم الدنماركي بولدكلوبن 1909 [الإنجليزية]. اما بالنسبة لاخ فوزنياكي لأكبر باتريك، فهو لاعب كرة قدم محترف في فذاوه اي اف في الدنمارك.

## روابط خارجية
- كارولين فوزنياكي على موقع IMDb (الإنجليزية)
- كارولين فوزنياكي على موقع ديسكوغز (الإنجليزية)
- كارولين فوزنياكي على موقع قاعدة بيانات الفيلم (الإنجليزية)
- كارولين فوزنياكي على موقع رابطة محترفات التنس (الإنجليزية)
- كارولين فوزنياكي على موقع الاتحاد الدولي لكرة المضرب (الإنجليزية)
- كارولين فوزنياكي على موقع كأس بيلي جين كينغ (الإنجليزية)
- كارولين فوزنياكي على موقع بطولة ويمبلدون (الإنجليزية)
- كارولين فوزنياكي على موقع خلاصة التنس.كوم (الإنجليزية)
- كارولين فوزنياكي على موقع إي إس بي إن.كوم (الإنجليزية)
- كارولين فوزنياكي على موقع اللجنة الأولمبية الدولية (الإنجليزية)
- كارولين فوزنياكي على موقع أوليمبيديا (الإنجليزية)

## روابط إضافية
- Caroline Wozniacki.dk - Official Site
- Danish Delight - Caroline Wozniacki thread(locked) at TennisForum.com
- new Caroline Wozniacki thread at TennisForum.com
- Caroline Wozniacki على موقع رابطة محترفات كرة المضرب
- Profiles for Caroline Wozniacki at الاتحاد الدولي لكرة المضرب's home page:
  - Junior profile
  - Senior profile
- Caroline Wozniacki at juniortennis.com (requires login)
- Caroline Wozniacki Photos of Caroline Wozniacki)